# Afrothismia korupensis
Espèce
Statut de conservation UICN

 CR   : 
En danger critique
Afrothismia korupensis est une espèce de plantes de la famille des Burmanniaceae et du genre Afrothismia. C'est une plante endémique du Cameroun, observée en un seul endroit, dans le parc national de Korup, auquel elle doit son épithète spécifique.
Elle se distingue des autres espèces du genre principalement par la structure interne de son périanthe.
Son habitat est celui de la forêt tropicale humide de basse altitude.
L'holotype a été collecté par Moses Sainge le 9 janvier 2002 au sud du parc national de Korup, à une altitude de 230 m, près de Chimpanzee Camp. 12 individus ont été observés à cette date. En juin 2003, au même endroit, on a compté 20 individus.
L'espèce figure sur la liste rouge de l'UICN comme en danger critique d'extinction (CR B2ab(iii)+D).